# Marc Casal Mir
Pour les articles homonymes, voir Casal.
Marc Casal Mir, né le 29 août 1982 en Andorre, est un coureur de fond andorran spécialisé en skyrunning. Il est champion du monde d'Ultra SkyMarathon 2020.

## Biographie
Amoureux de la montagne, mais ne la pratiquant qu'à moto durant sa jeunesse en suivant la passion de son père, Marc et son frère Oscar découvrent par hasard les sports de montagne. Curieux, ils s'essaient à ce sport et se spécialisent en skyrunning.
Marc se révèle véritablement en 2015. Le 27 juin, il s'impose à domicile sur le Celestrail de 83 km qu'il remporte en 10 h 6 min 59 s, établissant un nouveau record du parcours. Avec son frère, il s'engage sur la Transalpine Run en septembre qu'il remporte haut la main devant les Italiens Daniel Jung et Ivan Paulmichl.
Après avoir goûté au podium lors de la Yading Skyrun 2016, Marc décide de s'engager activement dans la Skyrunner World Series 2018, accompagné par son frère. Le 23 juin, il effectue une solide course à l'Olympus Marathon, menant l'essentiel de la course en tête. Il est cependant coiffé au poteau par le Grec Dimitris Theodorakakos qui tire avantage de sa connaissance du parcours. Marc se console en prenant la tête du classement provisoire Sky. Le 25 août, il effectue une excellente au Matterhorn Ultraks Sky. Courant dans les talons du favori local Martin Anthamatten, il parvient à suivre le rythme pour terminer deuxième. Marc se retrouve à nouveau en tête du classement Sky. Avec une fin de saison plus timide, il termine à la troisième place du classement Sky derrière Pascal Egli et Petter Engdahl.
Le 10 juillet 2021, il prend le départ de l'Ultra SkyMarathon des championnats du monde de skyrunning à La Vall de Boí. Menant la course du début à la fin, il ne craque pas et devient le premier athlète andorran à remporter un titre international en skyrunning,.

## Palmarès
| no  | masculin           | Course                                                  | Longueur | Départ                   | Temps            |
| --- | ------------------ | ------------------------------------------------------- | -------- | ------------------------ | ---------------- |
| 1re | Médaille d'or      | Andorra Ultra Trail Vallnord - Celestrail               | 83 km    | 27 juin 2015             | 10 h 6 min 59 s  |
| 1re | Médaille d'or      | Transalpine Run                                         | 268 km   | 29 août-5 septembre 2015 | 28 h 33 min 15 s |
| 3e  | Médaille de bronze | Yading Skyrun                                           | 30 km    | 30 avril 2016            | 3 h 11 min 28 s  |
| 2e  | Médaille d'argent  | Olympus Marathon                                        | 44 km    | 23 juin 2018             | 4 h 39 min 55 s  |
| 2e  | Médaille d'argent  | Matterhorn Ultraks Sky                                  | 49 km    | 25 août 2018             | 5 h 1 min 55 s   |
| 1re | Médaille d'or      | Trail 100 Andorra-Pyrenees - Trail 55K                  | 57 km    | 26 juin 2021             | 6 h 31 min 14 s  |
| 1re | Médaille d'or      | Championnats du monde de skyrunning - Ultra SkyMarathon | 68 km    | 10 juillet 2021          | 8 h 10 min 20 s  |